# Río San Juan de Dios
El Río San Juan de Dios es un curso fluvial que atraviesa el Valle de Atemajac de sur a norte y que está estrechamente relacionado con la historia de la ciudad de Guadalajara. Este marcaba el límite oriental de la ciudad en sus años de fundación virreinal. Nace en el Cerro del Cuatro. Al llegar a la ciudad es canalizado. 
Su cuenca tiene una superficie aproximada de 13.865 hectáreas, ocupando la mayor parte del Valle de Atemajac y de Guadalajara, con pequeñas partes en Zapopan y San Pedro Tlaquepaque. Tiene 11 subcuencas.

## Historia
En las orillas del río se construyeron cuatro molinos de trigo que abastecían de dicho alimento a la ciudad finalizando el siglo XVI. Con el establecimiento de la Orden Hospitalaria de San Juan de Dios en la ciudad en 1551 y la construcción del Hospital de la Santa Veracruz en la ribera este, el río adoptaría el nombre de San Juan de Dios.
En el siglo XVII fue promulgada una ley que prohibía dejar los desechos en la calle. Ya para finales del siglo XIX el río recibia todos los desechos de la ciudad, quedando toda negra y convirtiéndose en un foco de infección y contaminación. Debido a esta contaminación en la primera década del siglo XX el gobierno decidió canalizar el río, entubarlo y construir sobre él un gran bulevar al estilo de los franceses. Esta nueva avenida conectaba los dos grandes parques de la ciudad: al sur el Parque Agua Azul y al norte el actual Parque Morelos. En 1909 el río fue entubado y en su lugar se estableció la Calzada Independencia.

## Cauce
Nace en el Cerro del Cuatro que forma parte del cordón de volcanes extintos al sur del Valle de Atemajac. Es una zona completamente urbanizada y esto hace que sea difícil saber el trazo exacto del río en la zona cerca de su nacimiento. Más o menos sigue el camino de Avenida Gobernador Luis Gonzalo Curiel, pasando por el Parque de la Liberación. Este parque, conocido como el Parque el Deán, fue creado para servir como un vaso regulador, pero las inundaciones en la zona han demostrado que no es suficiente para controlar las aguas.
Después pasa por el Parque Agua Azul, la cual fue al antiguo vaso regulador del río y contaba con muchos manantiales. Desde Agua Azul, el río se encuentra entubado como la Calzada Independencia, pasando por el centro histórico de Guadalajara. En la intersección con la Avenida de los Maestros el río gira hacia el noroeste donde es visible y canalizado como la Avenida de los Normalistas en la colonia Villa de San Juan. Pasando el Anillo periférico Manuel Gómez Morin recibe caudal de los arroyos Atemajac y Hondo en la colonia Lomas del Paraíso. A poca distancia desemboca en el Río Grande de Santiago en la Barranca de Huentitán.